# Carlos Gálviz
Carlos Johan Gálviz García (Santa Ana del Táchira, 27 oktober 1989) is een Venezolaans wielrenner die in 2015 reed voor Androni Giocattoli-Sidermec.

## Overwinningen
2009
 Venezolaans kampioen tijdrijden, Beloften
2010
 Venezolaans kampioen tijdrijden, Beloften
12e etappe Ronde van Guatemala
2014
5e etappe Vuelta Independencia Nacional
 Venezolaans kampioen tijdrijden, Elite
6e etappe Ronde van Venezuela
Eindklassement Ronde van Táchira
 Centraal-Amerikaanse en Caraïbische Spelen, Wegrit
2015
5e etappe Ronde van Táchira

## Resultaten in voornaamste wedstrijden
| Jaar | Ronde van Lombardije |  | WK op de weg |
| ---- | -------------------- |  | ------------ |
| 2014 | opgave               |  | opgave       |

## Ploegen
- 2011 –  Movistar Team
- 2012 –  Movistar Team
- 2014 –  Start-Trigon Cycling Team (tot 28-2)
- 2014 –  Androni Giocattoli-Venezuela (vanaf 1-7)
- 2015 –  Androni Giocattoli-Sidermec

Allard · Bueken · Busk · Caseny · Castillo · van Eerd · Frazer · Gálviz · Iparragirre · Miño · Mora · Niño · Pria · Riveros · dos Santos · Sarmiento · Ulloa · Wacker · Samuel (stagiair)
Appollonio · Bandiera · Benfatto · Chicchi · Dall'Antonia · Ebsen · Frapporti · Gálviz · Gatto · Giménez · Godoy · Nardin · Padour · Pellizotti · Rodríguez · Sella · Stortoni · Taborre · Taliani · Tvetcov · Zilioli · Zordan · Barbero (stagiair) · Viel (stagiair) · Viola (stagiair)